# Нермедин Селимов
Нермедин Селимов Хюсеинов е български състезател по борба свободен стил от турски произход.

## Биография
Роден е на 3 януари 1953 година в разградското село Бисерци. На летните олимпийски игри в Москва печели сребърен медал в категория до 52 кг. Два пъти е европейски шампион от София 1978 г. и Превидзе 1980 г.